# Campeonato Mundial de Patinação Artística no Gelo de 1927
O Campeonato Mundial de Patinação Artística no Gelo de 1927 foi a vigésima quinta edição do Campeonato Mundial de Patinação Artística no Gelo, um evento anual de patinação artística no gelo organizado pela União Internacional de Patinação (em inglês:  International Skating Union) onde os patinadores artísticos competem pelo título de campeão mundial. Nesta edição as competições individual masculina e foi disputada entre os dias 5 de fevereiro e 6 de fevereiro na cidade de Davos, Suíça; a competição individual feminina foi disputada entre os dias 19 de fevereiro e 20 de fevereiro na cidade de Oslo, Noruega; e a competição de duplas foi disputada entre os dias 22 de fevereiro e 23 de fevereiro na cidade de Viena, Áustria.

## Eventos
- Individual masculino
- Individual feminino
- Duplas

## Medalhistas
| Evento                        | Ouro                                 | Prata                                | Bronze                                     |
| Individual masculino detalhes | Willy Böckl · Áustria                | Otto Preißecker · Áustria            | Karl Schäfer · Áustria                     |
| Individual feminino detalhes  | Sonja Henie · Noruega                | Herma Szabo · Áustria                | Karen Simensen · Noruega                   |
| Duplas detalhes               | Herma Szabo · Ludwig Wrede · Áustria | Lilly Scholz · Otto Kaiser · Áustria | Else Hoppe · Oscar Hoppe · Tchecoslováquia |

## Resultados

### Individual masculino
| Pos.              | Nome             | Nacionalidade | Pontos |
| ----------------- | ---------------- | ------------- | ------ |
| Medalha de ouro   | Willy Böckl      | Áustria       | 11     |
| Medalha de prata  | Otto Preißecker  | Áustria       | 15     |
| Medalha de bronze | Karl Schäfer     | Áustria       | 24     |
| 4                 | Georges Gautschi | Suíça         | 26     |
| 5                 | John F. Page     | Reino Unido   | 30     |
| 6                 | Ludwig Wrede     | Áustria       | 42     |
| 7                 | Herbert Haertel  | Alemanha      | 48     |
| 8                 | Jean Henrion     | França        | 56     |
| WD                | Paul Franke      | Alemanha      | —      |

### Individual feminino
| Pos.              | Nome            | Nacionalidade | Pontos |
| ----------------- | --------------- | ------------- | ------ |
| Medalha de ouro   | Sonja Henie     | Noruega       | 7      |
| Medalha de prata  | Herma Szabo     | Áustria       | 8      |
| Medalha de bronze | Karen Simensen  | Noruega       | 17     |
| 4                 | Ellen Brockhöft | Alemanha      | 18     |

### Duplas
| Pos.              | Nome                          | Nacionalidade   | Pontos |
| ----------------- | ----------------------------- | --------------- | ------ |
| Medalha de ouro   | Herma Szabo / Ludwig Wrede    | Áustria         | 6.5    |
| Medalha de prata  | Lilly Scholz / Otto Kaiser    | Áustria         | 9      |
| Medalha de bronze | Else Hoppe / Oscar Hoppe      | Tchecoslováquia | 14.5   |
| 4                 | Hansi Eissert / Georg Pamperl | Áustria         | 20     |

## Quadro de medalhas
| Ordem | País            | Medalha de ouro | Medalha de prata | Medalha de bronze |   | Ordem por total |
| ----- | --------------- | --------------- | ---------------- | ----------------- | - | --------------- |
| 1     | Áustria         | 2               | 3                | 1                 | 6 | 1               |
| 2     | Noruega         | 1               |                  | 1                 | 2 | 2               |
| 3     | Tchecoslováquia |                 |                  | 1                 | 1 | 3               |
| TOTAL | TOTAL           | 3               | 3                | 3                 | 9 | —               |